# Gabriele Gardel
Gabriele Gardel, född 22 oktober 1977 i Milano, är en schweizisk racerförare.